# Kazuo Inoue
Kazuo Inoue (jap. 井上 和郎, Inoue Kazuo; * 17. Februar 1981 in Fukui, Präfektur Fukui) ist ein japanischer Straßenradrennfahrer.
Kazuo Inoue begann seine Karriere 2003 bei dem japanischen Radsportteam Bridgestone-Anchor. In der Saison 2005 wurde er Etappendritter bei der Tour of Britain und bei der Tour de Okinawa belegte er den zweiten Platz. 2007 gewann er das Straßenrennen beim National Sports Festival in Japan. Im nächsten Jahr wechselte er zu dem Team Nippo-Endeka. Hier wurde er japanischer Vizemeister im Straßenrennen. Bei den Ostasienspielen 2009 in Hongkong gewann Inoue im Mannschaftszeitfahren die Goldmedaille und im Straßenrennen wurde er Vierter. 2011 gewann er eine Etappe der Tour de Filipinas.

## Erfolge
2009
- Ostasienspiele – Mannschaftszeitfahren (mit Makoto Iijima, Kazuhiro Mori und Hayato Yoshida)

2011
- eine Etappe Le Tour de Filipinas

## Teams
- 2003 Bridgestone-Anchor
- 2004 Bridgestone-Anchor
- 2005 Bridgestone-Anchor
- 2006 Cycle Racing Team Vang
- 2007 Nippo Corporation-Meitan Hompo
- 2008 Team Nippo-Endeka

- 2010 Team Nippo
- 2011 Bridgestone Anchor